# Иосиф Владимиров
Ио́сиф (О́сип) Влади́миров (Володи́меров) (уп. 1642—1666) — русский иконописец, стенописец и знаменщик Оружейной палаты, теоретик живописи.

## Биография
Родом из Ярославля. Сын иконописца Владимира Титова, брат Андрея, Бориса и двух Иванов Владимировых. Предположительно, проживал в слободе Толчково, в приходе церкви Иоанна Предтечи. В 1646 году жил в Спасской слободе вместе с братом Саввой, священником церкви Петра митрополита.
В 1642—1644 годах впервые вызван в Москву — участвовал в исполнении росписей Успенского собора Кремля. В 1650 году в составе артели ярославца Севастьяна Дмитриева с 4 товарищами писал киоты на наружных стенах Успенского собора Кирилло-Белозерского монастыря, вероятно был задействован там и в более значительных работах, прежде всего в росписи паперти этого собора. В 1652 году принимал участие в начальном этапе росписи московского Архангельского собора под руководством Симона Ушакова. В 1652—1653 годах участвовал в росписи церкви Троицы в Никитниках в Москве. В 1653—1654 годах вместе с другими писал иконы для иконостаса московского Успенского собора.
В сентябре 1657 года вместе с Симоном Ушаковым и другими три дня писал на «государеве патриарше дворе на дорогах у внешних сторон на церкви». В 1659 году вместе с Севастьяном Дмитриевым и пятью другими ярославцами участвовал в стенописных работах в Успенском соборе Ростова. В 1660 году писал в московском Архангельском соборе; в это время жил дома у Ушакова близ церкви Троицы в Никитниках. Вместе с Ушаковым и другими писал царские врата в церковь Евдокии в Кремлёвском дворце; со Стефаном Лопуцким писал знамёна, вместе с другими писал образ Спасов и северную дверь в собор Василия Блаженного и чинил пять местных икон и царские врата. В августе этого года под руководством Ивана Филатьева чинил роспись стен московского Успенского собора.
В сентябре 1660 года поступил в знаменщики Печатного двора после Захария Лукина. Возможно, учился у рисовальщика Пюльмана, приезжавшего на Русь в 1661—1663 годах. 29 июня 1663 года обозначен в знаменщики Григорий Аврамов, но с 16 июня 1664 года опять является в знаменщиках Владимиров, причём жалованье ему было выдано и за прошедший год. Написал образ Нерукотворенного Спаса, который был награвирован в Вене в 1663 году с следующею подписью: 

Сей образ Христов за много лет иезувити от голомуцыя пелегринато в Риме прееден презтенты пергамин с самого синдона Авгарева изыском зуграфа Иосифа Владимирова москвита, выдан до руки в Вене в лето 7171.Оригинальный текст (пол.)Sei obraz christov za mnogo liet oicami iezuvitij ogolomucya pellegrinatij Wrime preneden prez tentij pergamin Ssamogo Sindona Awgareva iziskom Zugrafa iosifa Wladimirusza Moscoviata wijdam do druku Woavstrij Wviene Wlieto delineavit Martinus Ignatius Lublinskij eduarchi kopia Romanon. 1663.— перевод из Сийского иконописного подлинника
В 1664 году взят с Печатного двора к стенному и травному письму в передней палате, «в комнате», на золотом крыльце и в церкви Евдокии в Кремлёвском дворце. Последний раз упоминается в 1666 году, когда по заказу живших в столице ярославских купцов Никитинковых написал икону «Сошествие Святого Духа» для церкви Троицы в Никитниках, в которой сознательно изменил традиции в соответствии с современными греческими образцами. Т. Е. Казакевич предполагала, что он постригся в монахи в московском Знаменском монастыре под именем Иоасафа, и в 1677—1678 годах на Печатном дворе писал иллюстрации к Евангелию.
Род Иосифа Владимирова вписан в синодики Кирилло-Белозерского и Толгского монастырей.

## Послание
Автор «Послания» к Симону Ушакову, написанного в 1656—1658 годах, которое иногда называют первым русским искусствоведческим исследованием. В первой части 36 глав, в которых кратко излагаются древние высказывания об искусстве — всего 113 ссылок и цитат.
Во второй части, написанной в полемике с консервативным ярославским архидиаконом сербом Иваном Плешковичем, автор выступает за приближение живописи к природе, восхищаясь западными мастерами: 

Христов или Богородичен образ на стенах и на досках подобно живым пишут, и на листах печатают искусно… и земных царей своих… пишут, и всякие вещи и события в лицах представляют и как живых изображают.
 В том числе считал необходимым применение в иконописи светотени. В первые обоснованно употребляет термин «живописание» (живопись). Выступал против символики аллегорических изводов, принятых в XVI веке. Иосиф Владимиров считал, что далеко не все святые были «смуглы и скудны», наоборот, многие из них при жизни были «благообразны», а иные после смерти просвещались лицом «паче солнца». Традиция же написания тёмных икон идёт от того, что древние иконы, яркие и «светоносные» изначально, подверглись воздействию времени. Считал, что иконописец несёт личную ответственность за свои работы и должен ставить подпись. Необходимо ввести профессиональное обучение живописцев, в том числе рисованию с натуры, чтобы оградить народ от икон ремесленного уровня, на которых в крайних случаях святые «и не походили на человеческий образы, но на диких людей обличием подобие наморано», которые «неуки человеки и невежди по своим волям марают неистове и зловидно». Также призывал художников к нравственному самосовершенствованию.
Послание сохранилось в пяти списках XVII—XIX веков.

## Сохранившиеся произведения
Документированные:
- Сошествие Святого Духа на апостолов. 1666 г. Москва, церковь Троицы в Никитниках, местный ряд иконостаса. Инв. И VIII 80013, 1598. 105х62 см.

Приписываемые:
- Рождество Христово. 1626 г. ГРМ. Из собрания Н. П. Лихачёва.
- Богоявление. 1626 г. ГРМ. Инв. ДРЖ 1101. 22,9х17,9 см. Из собрания Н. П. Лихачёва.
- Благовещение. 1626 г. Из собрания И. В. Стрелкова.
- Принесение честные ризы. 1627 г. ГМЗМК. Благовещенский собор.
- Иконостас соборной церкви. Частное собрание в Москве.
- Круг Иосифа Владимирова. Рождество Христово. Сер. XVII в. ЯХМ. Инв. И-109. 122х102 см.
- Богоматерь Владимирская, с 18 клеймами Сказания о Темир-Аксаке. Середина XVII в. ЯМЗ. Из церкви Иоанна Златоуста в Коровниках.
- Исцеление слепого. 1650-е гг. Москва, церковь Троицы в Никитниках, праздничный ряд иконостаса южного придела.
- Спас Вседержитель на троне. 1650-е гг. Там же, местный ряд иконостаса.

Сочинение
- Послание некоего изуграфа Иосифа к царёву изуграфу и мудрейшему живописцу Симону Фёдоровичу / вступит. ст. и комментарии Е. С. Овчинниковой // Древнерусское искусство. XVII век. — М., 1964. — С. 9—61.